# Abborrsjön (Sorsele socken, Lappland, 727644-154492)
Abborrsjön är en sjö i Sorsele kommun i Lappland och ingår i Umeälvens huvudavrinningsområde. Sjön har en area på 1,79 kvadratkilometer och ligger 487,8 meter över havet. Sjön avvattnas av vattendraget Abborsjöbäcken.

## Delavrinningsområde
Abborrsjön ingår i det delavrinningsområde (727555-154743) som SMHI kallar för Mynnar i Abborrsjön. Medelhöjden är 521 meter över havet och ytan är 15,47 kvadratkilometer. Det finns inga avrinningsområden uppströms utan avrinningsområdet är högsta punkten. Abborsjöbäcken som avvattnar avrinningsområdet har biflödesordning 3, vilket innebär att vattnet flödar genom totalt 3 vattendrag innan det når havet efter 321 kilometer. Avrinningsområdet består mestadels av skog (87 procent). Avrinningsområdet har 1,88 kvadratkilometer vattenytor vilket ger det en sjöprocent på 12,1 procent.